# Muereasca
Muereasca là một xã thuộc hạt Vâlcea, România. Dân số thời điểm năm 2002 là 2638 người.